# Soy lo que quise ser
 Soy lo que quise ser es una película de Argentina filmada en colores dirigida por Betina Casanova y Mariana Scarone sobre su propio guion que se estrenó el 9 de junio de 2019.

## Sinopsis
Documental biográfico sobre la vida del cineasta José Martínez Suárez.

## Producción
El filme incluye entrevistas a su biografiado, familiares y amigos; fotos del álbum familiar; secuencias de películas; portadas de libros y otros elementos como el rodaje de una escena donde el biografiado hace el papel de un chofer de micro. La voz de Martínez Suárez relata sus primeros acercamientos al cine y la influencia de este en su vida, mientras la cámara recorre su pueblo natal y los recuerdos de sus hermanas. Después cuenta cómo empezó a trabajar en el detrás de cámara y las películas que dirigió —ilustrado con escenas de ellas— todo salpicado con anécdotas y comentarios. Finalmente cuenta sobre los homenajes que se le han realizado.

## Reparto
Intervinieron en el filme como entrevistados:
- Dora Baret
- Manuel Antin
- Pedro Ingardia
- Alejandro Magnone
- José A. Martínez Suárez
- Fernando Martín Peña
- Alejandro Sammaritano
- Pablo Moret
- Mario Gallina
- María F. Martínez Suárez
- Sebastián Hermida
- Clara R. Gualtieri
- Luis Alposta
- Lucio Checcacci

## Críticas
Melody San Luis en el sitio web funcinema.com opinó:

"… todo el film juega con lo que pasa en el detrás de cámara. Este recurso permite cortar la seriedad e incluyen momentos más distendidos. Sirve, también, para mostrar algunas de las posibilidades que se toman a la hora de hacer un film. José Martínez Suárez le da su impronta a la película. Porque más allá de tratarse de él, hace de los sucesos cotidianos momentos graciosos, está siempre expectante para hacer algún comentario pícaro. Así como también los años le han otorgado cierta impunidad que bajo de buena educación sabe manifestar".

María Bertoni en el sitio web espectadores.com escribió:

"Detrás del personaje, la persona asoma en contadas ocasiones: apenitas cuando bromea sobre su única hija peronista; con más nitidez cuando recuerda las gestiones que realizó para rescatarlos a ella y a su esposo del destino de desaparecidos por la dictadura, y cuando invoca a su otra hija muerta. El perfil mujeriego y racinguista es común al hombre y a la figura pública….Martínez Suárez luce tan lúcido, memorioso, hiperactivo, elegante, pícaro, directivo como muchos espectadores lo imaginamos".

Pablo Arahuete en el sitio web cinefreaks.net dijo: 

"Como no podría ser de otra forma y producto de su coherencia, humildad y ética, el homenajeado reconoce en las directoras una mirada y hace de ese juego de espejos su mejor excusa para compartir lecciones de cine, mientras dirige su propio documental. Es capaz de discutir siempre con respeto dónde ubicar la cámara, cómo ejecutar una composición musical de su autoría y darse el lujo de dirigir a los músicos….Muy bien elegidos los testimonios y el despojo de la estructura de cabezas parlantes clásica para hacer de este viaje con gusto a biopic -pero sin el corset cronológico- un conmovedor testimonio viviente de nuestro cine".